# Oeloes
Een oeloes (Russisch: улус; Jakoets: улуус; uluus) is een bestuurlijke gebiedsvorm binnen de autonome republiek Jakoetië (ook wel Republiek Sacha) in Rusland, gelijkwaardig aan een gemeentelijk district. Er zijn 34 oeloesen in Jakoetië.
Het etnische woord oeloes werd in de Sovjettijd in Jakoetië synoniem gebruikt aan rajon (district) en was vanouds gebaseerd op Jakoetse stamgebieden. Voor de hervormingen van 1782 werden de meer autonome tojons in gebruik in Jakoetië, maar deze verdwenen tijdens de collectivisaties van de Sovjet-Unie. Oeloesen zijn onderverdeeld in naslegs.
In het Mongoolse Rijk werd de onderverdeling in oeloesen ook gebruikt. Voorbeelden hiervan waren de Blauwe Horde en de Witte Horde.